# Ylli Bufi
Ylli Bufi (ur. 25 maja 1948 w Tiranie) – albański polityk  i chemik, deputowany, minister, w 1991 premier Albanii.

## Życiorys
Z wykształcenia chemik, absolwent Uniwersytetu Tirańskiego, uzyskał również doktorat. Do pierwszej połowy lat 80. pracował m.in. w przedsiębiorstwach przemysłu spożywczego. Działacz komunistycznej Albańskiej Partii Pracy, doszedł do stanowiska zastępcy członka komitetu centralnego. W 1983 został wiceministrem w resorcie przemysłu lekkiego i spożywczego. W latach 1990–1991 kierował tym ministerstwem w rządach Adila Çarçaniego i Fatosa Nano. Był to okres pogłębiającego się kryzysu gospodarczego, społecznego i politycznego państwa, co wymuszało na komunistycznym przywódcy państwa Ramizie Alii stopniowe zmiany. W marcu 1991 odbyły się wielopartyjne wybory, w których komuniści uzyskali ponad 2/3 mandatów w parlamencie. Ylli Bufi został wówczas wybrany na deputowanego, a w maju tegoż roku objął stanowisko ministra do spraw wyżywienia w drugim rządzie Fatosa Nano.
Przywódca demokratycznej opozycji Sali Berisha domagał się dalszych zmian, wspierając strajk generalny, który w czerwcu wymusił dymisję premiera. Doprowadziło to do powołania nowego rządu, w skład którego poza komunistami (którzy w tym samym miesiącu przekształcili się w Socjalistyczną Partię Albanii) weszli też przedstawiciele innych ugrupowań (głównie Demokratycznej Partii Albanii). Na czele tzw. rządu stabilizacji stanął Ylli Bufi, urząd objął 5 czerwca, a tydzień później jego gabinet został zatwierdzony przez parlament. Podczas jego wizyty w Watykane zadeklarowano przywrócenie pełnych stosunków dyplomatycznych pomiędzy Albanią i Stolicą Apostolską
Sytuacja w kraju ulegała ciągłemu pogorszeniu, demokraci zaczęli stawiać żądania przeprowadzenia nowych wyborów i rozliczenia działaczy komunistycznych, a po ich odrzuceniu na początku grudnia 1991 opuścili koalicję. Sam Ylli Bufi publicznie ostrzegał o możliwości wyczerpania się zapasów żywności, co wywołało panikę i niepokoje społeczne (m.in. polegające na plądrowaniu magazynów żywności). Premier w konsekwencji zrezygnował, 11 grudnia zastąpił go na tym stanowisku bezpartyjny urzędnik Vilson Ahmeti. Ylli Bufi kontynuował działalność polityczną. Wybierany z ramienia socjalistów do Zgromadzenia Albanii kolejnych kadencji, zasiadał w nim do 2009. Od lipca 1997 do października 1999 sprawował urząd ministra gospodarki i prywatyzacji w rządach, którymi kierowali Fatos Nano i Pandeli Majko. Od 2005 do 2009 był wiceprzewodniczącym parlamentu.

## Publikacje
- 2010: Tempulli i demokracisë
- 2016: Në fillimet e tranzicionit: Qeveria e stabilitetit, një marrëveshje politike apo një kompromis i përkohshëm?